# Souvenir de Marcel Proust
"Souvenir de Marcel Proust" est un cultivar de rosier obtenu en France par Delbard avant 1992. Il est issu d'un croisement de semis du célèbre hybride de thé "Madame Antoine Meilland" (Meilland, 1935) x "Marcelle Gret" avec le pollen "Vélizy". Il rend hommage à Marcel Proust (1871-1922) pour le soixante-dixième anniversaire de sa mort. 

## Description
Il s'agit d'un rosier floribunda aux grandes fleurs doubles (17-25 pétales) en forme de coupe. Elles sont d'un jaune citron lumineux, exhalant un léger parfum de cannelle, de citronnelle et de pêche et fleurissent toute la saison.  
Le buisson s'élève à plus de 80 cm avec un feuillage vert clair et mat. 
Sa zone de rusticité commence à 7b. Son pied a donc besoin d'être protégé en hiver. 

## Distinctions
"Souvenir de Marcel Proust" est l'une des nouvelles variétés à avoir été ajoutées au RINZ (Rose Display Trial de Nouvelle-Zélande) qui s'est tenu au jardin botanique régional d'Auckland en 1999.